# Обични пелин
Обични пелин, или бели пелин или пелен (лат. Artemisia absinthium), вишегодишња је зељаста биљка из породице главочика (Asteraceae). Достиже висину до једног метра. Стабљика је усправна, листови перасти, цели обрасли длаком, а цветови су жуте или зеленожуте боје, груписани у цвасти.  
Пелен расте на сунчаним местима. 
Садржи горке материје и етарско уље. У већим количинама је отрован услед присуства тујона.

## Употреба
У лековите сврхе, највише се користи лист и надземни део пелена. Лист се суши на промаји и чува на сувом. У медицини се најчешће користи као чај за побољшавање апетита и боље варење. Утиче на жуч и на мање лучење киселине у желуцу.
Користи се и за израду алкохолних пића. Пелинковац је горки ликер са пеленом и другим ароматичним биљкама. У свету, посебно у западној Европи, познат је „озлоглашени“ апсинт. Ово веома јако (преко 50% етанола) пиће са пеленом и анисом, било је незамењиво међу париским боемима и уметницима 19. века, а већ почетком 20. века било је забрањено као опасно по здравље. Претпоставља се да су психички проблеми Ван Гога резултат хроничног тровања апсинтом. Апсинт је данас поново у продаји.

## Галерија
- Илустрација из 19. века